# 仁祖反正
仁祖反正（インジョバンジョン、じんそはんせい、朝: 인조반정）とは、李氏朝鮮におけるクーデター事件。1623年4月11日に発生。西人派のクーデターにより光海君が廃位され、綾陽君李倧が擁立され仁祖として即位した。

## 背景
朋党政治の弊害を痛感していた光海君は、官僚どうしの派閥争いに介入することによる絶対的な王権の超越を目指した。光海君は李元翼、李恒福、李德馨といった一流の学者を登用し、明と後金との対立にさいしては中立政策を採用した。しかし、これらの政策の脇で政権の中枢を担った北人の李爾瞻、鄭仁弘らは、光海君の兄弟である永昌大君や臨海君を謀殺した。さらに、光海君の継母である仁穆王后は慶運宮に幽閉された。くわえて、文禄・慶長の役により焼亡した昌徳宮や慶熙宮といった宮廷の修復も、王朝の財政に重くのしかかった。

## 結果
光海君が江華島ヘ配流された他、李爾瞻や金介屎といった光海君の側近は斬首刑に処された。
一方、光海君によって慶運宮に幽閉されていた大妃の仁穆王后とその娘である貞明公主は解放された。